# José López Rega

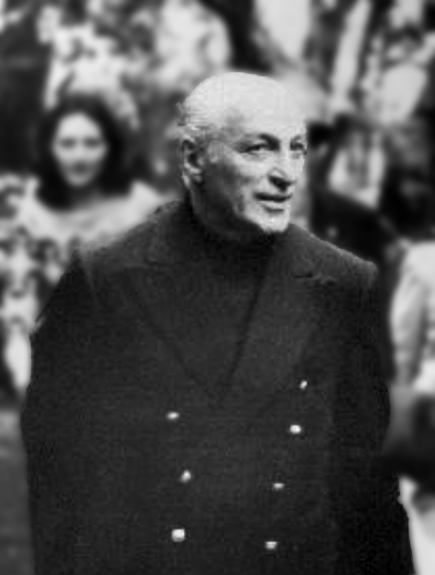
José López Rega (1975)

José López Rega (ur. 17 października 1916, zm. 9 czerwca 1989) był politykiem argentyńskim, działaczem Partii Justycjalistycznej.
Pracował jako policjant. Później Juan Domingo Perón mianował go swoim osobistym sekretarzem w trakcie wizyty w Hiszpanii. W 1973 powrócił wraz z nim do ojczyzny. Gdy w 1974 prezydent Perón zmarł, stał się zaufanym doradcą Isabel Perón, wdowy po zmarłym prezydencie, oraz ministrem dobrobytu społecznego w jej rządzie. Kierował Triple A - Antykomunistycznym Sojuszem Argentyńskim. W 1975 został ambasadorem Argentyny w Hiszpanii. Obalenie Isabelity Perón spowodowało, że po utracie stanowiska pozostał na emigracji do 1986, po czym na skutek ekstradycji znalazł się w więzieniu argentyńskim, gdzie zmarł.